# Artemisia flahaultii
Artemisia flahaultii là một loài thực vật có hoa trong họ Cúc. Loài này được Emb. & Maire mô tả khoa học đầu tiên năm 1928.